# Playa Centro (Guardamar)
La playa Centro es una playa de arena del municipio de Guardamar del Segura en la provincia de Alicante (España).
Esta playa limita al norte con la playa de Babilonia y al sur con la playa de la Roqueta y tiene una longitud de 450 m, con una amplitud de 30 m.
Se sitúa en un entorno urbano, disponiendo de acceso por calle. Cuenta con paseo marítimo y aparcamiento delimitado. Es una playa con zona balizada para la salida de embarcaciones.
Esta playa cuenta con el distintivo de Bandera Azul desde 1987
- Datos: Q6078337